# JP-4
JP-4、或JP4（JP為"Jet Propellant"的簡寫，噴射推進燃料）是一種噴射燃油，是由美國政府於 1951 所指定。（MIL-J-5624E）。它是一種50ː50的煤油與汽油混合物。它比JP-1的燃点更低，但因為它易於生產而被廣泛使用。JP-4 是美國空軍在 1951 和 1995 年間，主要的噴射飛機燃油。它在北大西洋公約組織（NATO）的代號是F-40。它也常被叫做所謂的avtag。
JP-4 為脂肪族和芳香族的碳氫化合物混合劑。它是一種可燃的透明液體，外觀清澈或帶點些微的草莓色，有類似煤油般的氣味。它容易揮發且浮於水面。雖然它具有低燃點的特性（-18°C），但假如一根點燃的火柴掉在JP-4上面卻不會引燃它。JP-4在-60°C的時候會凝固，而它的最大燃燒溫度可達3688°C。
商用飛機也使用類似的混合物，但是名稱改作Jet-B。JP-4則是另外包含抗腐蝕劑和抗凍劑。
JP-4是非導電液體，但在油管或油槽間輸油時容易堆積靜電。由於它易於揮發且低燃點，靜電放電後可能會導致起火。自從 1980 年代中期開始將抗靜電劑添加進燃油，以降低電荷累積的現象並降低了其引發火災的風險。除此之外，輸油時的流速也必須適當控制，且所有使用到的設備都必須有確實的接地動作。
由於對低可燃性與低危險性燃油的需求日增，使得美國空軍逐步汰換了 JP-4 而改採 JP-8，整個移轉過程在 1996 年秋天已經全部完成。

## 延伸閱讀
- JP-1
- JP-5
- JP-8

## 外部連結
- BP 噴射燃油的歷史